# Los Ángeles de Vegas de Matute
Los Ángeles de Vegas de Matute es una localidad española perteneciente al municipio de Vegas de Matute, en la provincia de Segovia, comunidad autónoma de Castilla y León. En 2023 contaba con 93 habitantes.
El núcleo de población tiene continuidad en El Espinar, conformando la entidad de mayor tamaño de Los Ángeles de San Rafael, por lo que ambos municipios establecieron en febrero de 2019 la Mancomunidad Intermunicipal de los Ángeles de San Rafael (MILASR) para la gestión de algunos servicios públicos.

## Geografía
Se encuentra en la falda norte de la presierra de Guadarrama, en las inmediaciones del río Moros en su confluencia con el arroyo Maderos, existiendo en su término los embalses del Carrascal y Los Ángeles.
Se encuentra físicamente unida a Los Ángeles de San Rafael y en su parte más occidental a 3 km de Vegas de Matute, capital del municipio. Está conectado con la SG-722 al norte y al sureste, atravesando la urbanización espinariega, con la N-601 y la Autopista AP-61

## Demografía
| Gráfica de evolución demográfica de Los Ángeles de San Rafael entre 2009 y 2023 |
|                                                                                 |
| Población de derecho (2000-2023) según el padrón municipal del INE              |

## Patrimonio

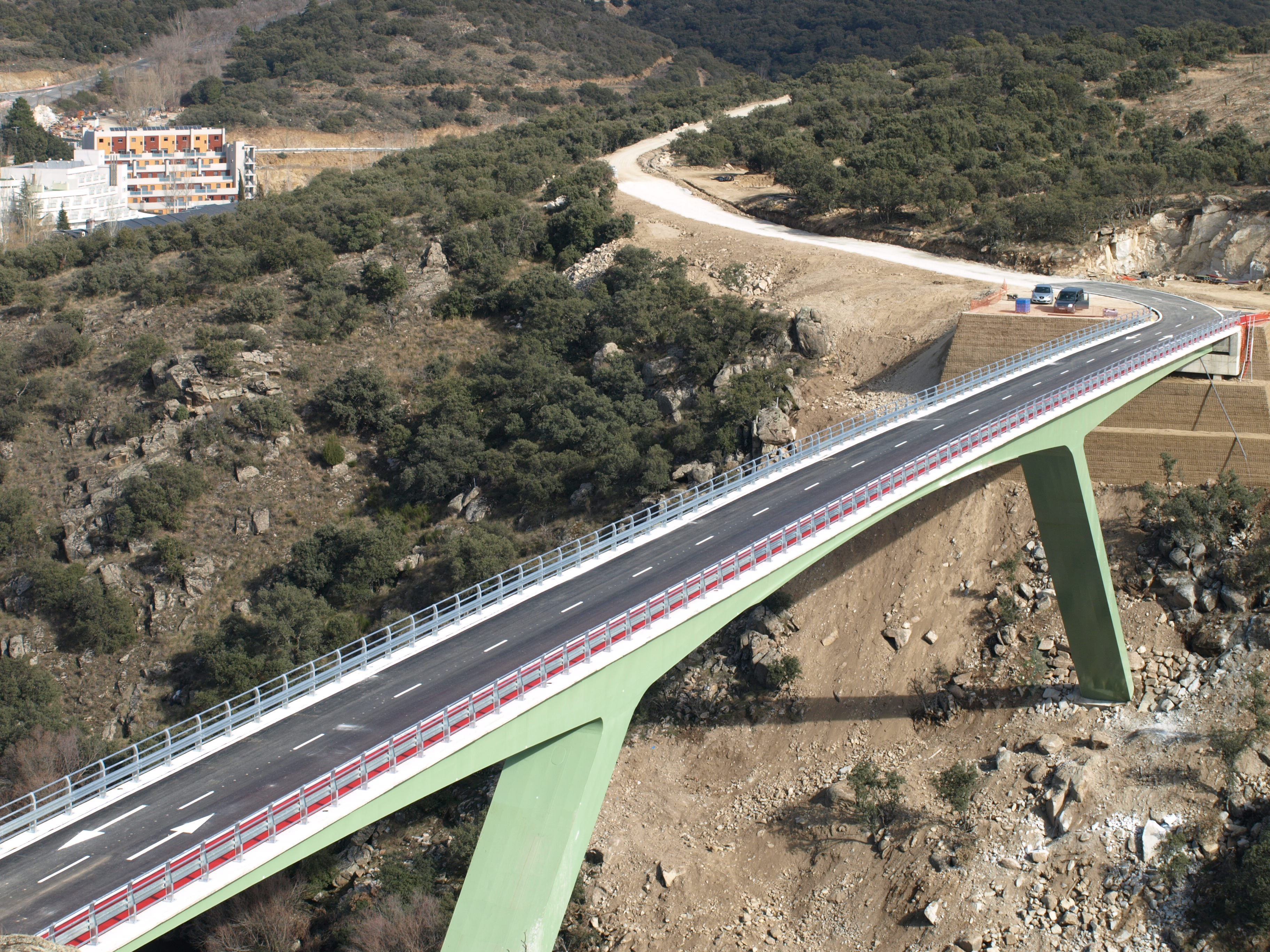
Puente el Deseo sobre el embalse de Los Ángeles

- Puente el Deseo, de más de 45 metros de alto. Está situado sobre el embalse de Los Ángeles, en el río Moros, destacado su gran valor arquitectónico.[5]
- Estatua de Los Ángeles de San Rafael.